# Renate Weber
Renate Weber (Botoșani, 3 agosto 1955) è una politica e avvocatessa rumena.
Nel corso degli anni novanta e duemila divenne uno dei principali esperti nel campo della difesa dei diritti umani in Romania. Consigliere del Presidente della repubblica Traian Băsescu tra il 2004 e il 2005, fu anche presidente dell'Open Society Foundations di George Soros in Romania. Nel 2007 venne eletta al parlamento europeo nelle liste del Partito Nazionale Liberale, confermando il proprio seggio per tre mandati fino al 2019. Nel 2018 si iscrisse al partito dell'Alleanza dei Liberali e dei Democratici di Călin Popescu Tăriceanu.
Il 26 giugno 2019 fu nominata nella funzione di avvocato del popolo dal parlamento rumeno. Nonostante fosse stata destituita dal parlamento il 16 giugno 2021, una sentenza della Corte costituzionale del successivo 5 luglio le permise di rientrare in carica.

## Formazione e carriera professionale
Si laureò in legge nel 1979 all'Università di Bucarest, esercitando la professione presso l'ordine degli avvocati di Bucarest a partire dallo stesso anno e fino al 2004, per poi aprire un proprio studio nel 2006. Nel 1994 seguì diversi corsi di perfezionamento in giurisprudenza e relazioni internazionali alla Columbia University. Fu contestualmente visiting scholar al Centre for the Study of Human Rights della stessa istituzione.
In seguito alla rivoluzione del 1989, divenne uno dei principali militanti per le libertà civili ed uno dei massimi esperti in diritti umani in Romania. Tra il 1993 e il 2004 fu redattore capo della Rivista rumena per i diritti dell'uomo (Revista Română de Drepturile Omului) e fu membro di numerose organizzazioni attive in tale campo. Fu, infatti, direttore esecutivo del Centro per i diritti dell'uomo (Centrul pentru Drepturile Omului) dal 1993 al 1998 e copresidente dell'Associazione per la difesa dei diritti dell'uomo in Romania-Comitato di Helsinki (APADOR-CH) dal 1994 al 1999.
A livello internazionale rivestì i ruoli di vicepresidente dell'International Helsinki Federation for Human Rights di Vienna dal 1994 al 1996, di membro dell'International Service for Human Rights di Ginevra dal 1995 al 2003, di membro dell'International Council for Human Rights Policy di Ginevra dal 1997 al 2004 e di direttore del progetto «The Status of Women's Rights in Central/Eastern European Countries and the Newly Independent States» dell'International Helsinki Federation for Human Rights dal 1999 al 2000. In veste di esperto, nel 2000 fu giudice straordinario presso la Corte europea dei diritti dell'uomo di Strasburgo.
In campo accademico fu assistente presso la facoltà di scienze politiche della Scuola nazionale di studi politici e amministrativi (1997-2003) di Bucarest, presso la facoltà di storia dell'Università di Bucarest (2003-2004) e presso l'Istituto nazionale per la magistratura (2005). Fu anche membro del consiglio direttivo e presidente esecutivo del Centro delle risorse giuridiche (Centrul de Resurse Juridice) dal 1999 al 2004.
Nel 1998 divenne presidente del consiglio nazionale della sede rumena dell'Open Society Foundations, fondazione legata al magnate George Soros. Lasciò la sua guida solo nel 2007 per assumere l'incarico di europarlamentare.

## Carriera politica

### Consigliere presidenziale di Băsescu
Nel dicembre 2004, in seguito all'elezione a presidente della repubblica di Traian Băsescu, sostenuto da Partito Democratico e Partito Nazionale Liberale (PNL), Renate Weber fu nominata dal nuovo capo di stato nella funzione di consigliere presidenziale per i problemi costituzionali e legislativi. Il 30 dicembre 2005, tuttavia lasciò l'incarico per motivi di salute.

### Ingresso nel PNL ed attività al parlamento europeo
Nel settembre 2007 si iscrisse al PNL del primo ministro Călin Popescu Tăriceanu, in quel momento in aperta rottura con Băsescu. Candidata dal partito alle elezioni europee del novembre 2007, ottenne l'elezione ad eurodeputato, sedendo presso il Gruppo dell'Alleanza dei Democratici e dei Liberali per l'Europa. Nel corso della legislatura fu membro della Commissione per le libertà civili, la giustizia e gli affari interni del Parlamento europeo, supplente della Commissione per lo sviluppo e della Commissione giuridica. All'inizio del 2009 fu a capo della missione dell'Unione europea incaricata di monitorare il corretto svolgimento del referendum costituzionale in Bolivia, divenendo il primo cittadino rumeno a rivestire il ruolo di presidente di una delegazione osservatrice dell'Unione europea.
Rieletta al parlamento di Bruxelles in occasione delle elezioni europee del 2009, mantenne il ruolo di membro della Commissione per le libertà civili, la giustizia e gli affari interni e partecipò alla Commissione speciale sulla criminalità organizzata, la corruzione e il riciclaggio di denaro. Fu, inoltre, supplente della Commissione per gli affari esteri.
Nel 2014 riuscì a conseguire l'elezione per un terzo mandato europeo. Nella nuova legislatura fu membro per la Commissione per le petizioni (fino al novembre 2014) e partecipò alla Commissione per l'occupazione e gli affari sociali, della quale divenne vicepresidente il 25 gennaio 2017. Tra gli altri incarichi fu supplente per la Commissione per gli affari esteri e per la Sottocommissione per i diritti dell'uomo. Tra le sue prese di posizione nel corso del mandato 2014-2019, Renate Weber criticò la costruzione di uno scudo antimissile americano in Romania, in parlamento votò contro l'imposizione di sanzioni verso l'Ungheria di Viktor Orbán e prese le difese delle manovre sulla giustizia operate dal governo rumeno guidato dal Partito Social Democratico (PSD), malgrado i duri richiami mossi dalla Commissione europea e dal suo vicepresidente Frans Timmermans.

### Passaggio all'ALDE di Tăriceanu
In seguito alle elezioni europee del 2014 il presidente del PNL Crin Antonescu annunciò la decisione di abbandonare il Partito dell'Alleanza dei Liberali e dei Democratici per l'Europa e di avviare le procedure per l'iscrizione al Partito Popolare Europeo (PPE), ritenuto dal leader liberale il gruppo più affine al pensiero di centro-destra rappresentato dal PNL. Su indicazione della dirigenza i sei eletti aderirono al gruppo del Partito Popolare Europeo. Nei mesi successivi, tuttavia, le due eurodeputate Norica Nicolai e Renate Weber presero indipendentemente la decisione di tornare nell'ALDE, avanzando motivazioni di coerenza ideologica, poiché alle elezioni erano state candidate come esponenti dell'ALDE.
Nel maggio 2015, dopo aver apertamente contestato la fusione tra PNL e Partito Democratico Liberale, la Weber fu persino espulsa dal partito.
Dopo tre anni da eurodeputato indipendente, nell'agosto 2018 si legò al partito rumeno dell'Alleanza dei Liberali e dei Democratici (ALDE), nuova esperienza politica condotta da Călin Popescu Tăriceanu, in quel momento partner di governo del PSD. Renate Weber affermò che a suo modo di vedere si trattava dell'unico partito realmente liberale presente in Romania.
Tăriceanu decise di candidarla per un eventuale quarto mandato al parlamento europeo nelle liste della sua formazione per le elezioni europee del 2019, ma a sorpresa il partito non riuscì a superare la soglia di sbarramento.

### Avvocato del popolo
Il 26 giugno 2019 fu proposta dalla coalizione di governo PSD-ALDE per la funzione di avvocato del popolo in sostituzione di Victor Ciorbea, giunto a fine mandato. Nella stessa giornata il parlamento valutò anche le candidature di Péter Eckstein-Kovács, sostenuto da PNL, USR e UDMR, e Cătălin Voinea Mic, supportato dal PMP. Renate Weber ottenne 209 voti favorevoli e 134 contrari, ricevendo l'investitura per il nuovo ruolo. Come previsto dalla costituzione, che impediva agli avvocati del popolo di rivestire incarichi politici, dopo aver assunto la funzione lasciò l'ALDE.
Il 16 giugno 2021 fu destituita dall'incarico dal parlamento rumeno con 247 voti a favore, 32 contrari e un astenuto. La mozione fu votata dai parlamentari di PNL, USR PLUS e UDMR, che criticavano la Weber per presunte violazioni alla costituzione e per essersi arrogata competenze non proprie.
Il successivo 5 luglio la Corte costituzionale si espresse su un ricorso presentato dal PSD, ritenendo illegittima la revoca della Weber, poiché il quadro legale che regolamentava la destituzione dell'avvocato del popolo era viziato da limiti costituzionali. I giudici, quindi, sottolinearono la discrezionalità della decisione del Parlamento, permettendole di rientrare in carica.

## Pubblicazioni
Fu autrice di numerosi saggi e ricerche nel campo della giurisprudenza sui diritti umani e sulle minoranze, tra i quali:
- (RO) Renate Weber, Două proiecte de lege privind protecția minorităților naționale, in Legislația în tranziție, Bucarest, Centrul pentru Drepturile Omului, 1994.
- (RO) Renate Weber e Gabriel Andreescu, Evoluția concepției UDMR cu privire la drepturile minorității maghiare, Bucarest, 1996.
- (RO) Renate Weber, Gabriel Andreescu e Manuela Ștefănescu, Cartea albă a accesului la informație în Romania, Centrul pentru Drepturile Omului, 1996.
- (EN) Renate Weber, The Welfare State in Post-Communist Countries: The Romanian Case, in Re-conceptualizing the Welfare State, Copenaghen, Center for Human Rights, 1996.
- (EN) Renate Weber e Valentin Stan, The Moldavian Csango, Budapest, International Foundation for Promoting Studies and Knowledge of Minority Rights, 1998.
- (RO) Renate Weber, Transilvania: evoluție prin devoluție?, in Gabriel Andreescu e G. Molnar (a cura di), Problema transilvană, Iași, Polirom, 1999.
- (EN) Renate Weber, The Effect of the ECHR on the Legal and Political System of Member States: Romania, in Robert Blackburn e Jorg Polakiewicz (a cura di), Fundamental Rights in Europe - The European Convention on Human Rights and its Member States, 1950-2000, Oxford University Press, 2001.
- (EN) Renate Weber, The Impact of the European Convention of Human Rights upon the Rule of Law in Romania, a cura di Robert Blackburn e Jorg Polakiewicz, Oxford University Press, 2001.
- (EN) Renate Weber, Concept paper on Combating Discrimination in Romania. An Inventory of Problems on Legislation and Institutional Mechanisms for Combating Discrimination, Non Discrimination Review Project - Consiglio d'Europa, 2003.